# Teatro Latorre
El Teatro Latorre es un edificio en Toro (provincia de Zamora) con funciones de teatro. Es desde 2008 considerado como un Bien de interés cultural con la categoría de Monumento. Se encuentra cercano a la Plaza de Toros y al Liceo-Sala de Baile. 

## Historia
Fue construido con fines benéficos por el Hospital General de Nuestra Señora de las Angustias de Toro, pasó a propiedad particular desde el año 1861 hasta 1985, hasta que lo adquirió el Consistorio toresano. Restaurado por la Junta de Castilla y León fue restaurado y reinaugurado en abril de 1989.